# Tume Arandu
Tumé Arandú  (também chamado Pa'i Arandú, Pa'i Sandú, Chumé, Sumé, Zumé) é uma figura mitológica da cultura guarani. Ele é considerado o " pai da sabedoria " e exerce o papel de herói civilizador na cultura Guarani.

## Família
Tumé Arandú é filho de Rupave (Pai do povo) e Sypave(Mãe do povo), o primeiro casal humano na mitologia Guarani. Tumé foi o primeiro de seus filhos, o mais sábio dos homens e o grande profeta do povo guarani. Seu irmão era Marangatú, pai de Kerana, a mãe dos sete monstros lendários. Tumé Arandú teria sobrevivido ao dilúvio universal salvando também suas irmãs, Guaracyara e Tupinambá.

## Astronomia

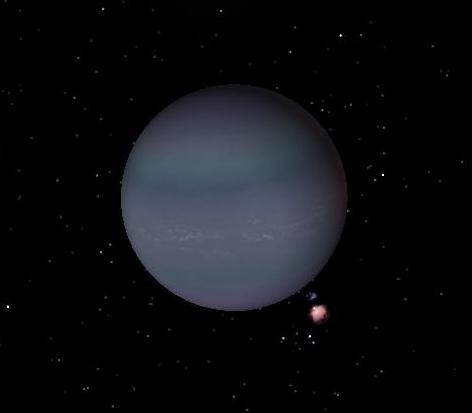
Representação do planeta Tumé Arandú

Como resultado da campanha nomeie exomundos, a população do Paraguai batizou a estrela HD 108147, uma estrela na constelação do cruzeiro do sul, com o nome de Tupã e HD 108 147b, o planeta que a orbita, foi nomeado Tumé Arandú.